# 遠藤製作所
株式会社遠藤製作所（えんどうせいさくしょ、英: ENDO MANUFACTURING CO.,LTD.）は、新潟県燕市に本社を置くゴルフクラブヘッド、ステンレス製品、自動車等鍛造部品の製造・販売する企業。ゴルフ事業部はアズロールチタン、インディベータ型チタンなどのクラブヘッドを製造する国内トップクラス技術力を持ち、OEM生産にて、国内外のゴルフメーカーに供給している。
他にステンレス事業部・フォージング事業部がある。
タイ王国に100%子会社として3法人・4工場を有する。

## 沿革
- 1947年2月 - 創業。
- 1950年11月8日 - 新潟県燕市において、ミシン部品の製造販売を目的として株式会社遠藤製作所を設立。
- 2003年3月12日 - 日本証券業協会に株式を店頭登録。
- 2004年12月 - ジャスダック証券取引所に株式を上場。
- 2022年4月 - 東京証券取引所の市場区分の見直しにより、東京証券取引所のJASDAQスタンダード市場からスタンダード市場に移行。